# NGC 1052-DF2
NGC 1052-DF2 — ультрадиффузная галактика в созвездии Кита. Считается, что данная галактика содержит малое количество (или вовсе не содержит) тёмного вещества, являясь при этом первой обнаруженной галактикой с такими свойствами (20 марта 2019 года было опубликовано последующее исследование, в котором было объявлено об открытии второй ультрадиффузной галактики NGC1052-DF4, лишённой тёмной материи).

## Расстояние
Расстояние до галактики, определённое методом флуктуаций поверхностной яркости, составляет 19 {\displaystyle \pm } 1,7 Мпк, а по вершинам ветви красных гигантов — 22,1 {\displaystyle \pm } 1,2 Мпк. Предположительно, галактика связана с эллиптической галактикой NGC 1052 и находится на расстоянии около 80 Кпк от неё; в таком случае расстояние от Земли до NGC 1052-DF2 составляет около 20 Мпк.
Однако 3 июня 2019 года другая команда использовала полный набор данных наблюдений за тем же объектом для проверки этого утверждения и обнаружила, что фактическое расстояние до галактики было другим и что она может содержать тёмное вещество.
Более позднее исследование NGC 1052-DF2 предполагает, что ранее вычисленное расстояние до галактики было сильно преувеличено. Следовательно, теперь галактика выглядит «нормальной» во всех отношениях. Используя пять независимых методов для оценки расстояний до небесных тел, группа исследователей из Канарского института астрофизики обнаружила, что правильное расстояние до NGC 1052-DF2 составляет 42 миллиона световых лет (13 Мпк), а не около 64 миллионов световых лет (19 Мпк) от Земли. Общая масса галактики составляет около половины от ранее оценённой массы, но масса её звёзд составляет лишь около четверти от ранее оценённой массы. Это означает, что значительная часть NGC 1052-DF2 может состоять из тёмного вещества, как и любая другая галактика.

## Тёмное вещество
Видимое отсутствие тёмного вещества в NGC 1052-DF2 может способствовать доказательству того, что тёмное вещество действительно существует, а именно: если то, что считают тёмной материей, на самом деле является неизвестным свойством гравитации обычного вещества, а не иной формой материи, то такая кажущаяся «тёмная материя» должна проявить своё влияние и в данной галактике. Кроме того, если отсутствие тёмной материи подтвердится, то это может привести к значительным изменениям в теории формирования и эволюции галактик, поскольку считается, что для образования галактик наличие тёмной материи необходимо.
Более поздние исследования давали результат, что в галактике может содержаться больше тёмной материи, чем сообщалось изначально. У неё может быть отношение массы к яркости близкое к нижнему пределу ожидаемых значений для карликовой галактики. Однако последующее исследование от 20 марта 2018 года и новое открытие второй ультрадиффузной галактики, NGC 1052-DF4, также явно лишённой тёмной материи, ставят под сомнение вывод предыдущего исследования. В июне 2021 года дальнейшие наблюдения Хаббла подтвердили, что в NGC 1052-DF2 отсутствует тёмное вещество.

## Похожие галактики
Астрономы обнаружили вторую галактику без тёмного вещества, NGC 1052-DF4, которая представляет собой ещё одну ультрадиффузную галактику — довольно большую, рассредоточенную и тусклую для наблюдения. Обнаружение другой галактики с очень небольшим количеством тёмного вещества или её отсутствием означает, что шансы найти больше этих галактик могут быть выше, чем ранее думали космологи.
Другая группа астрономов обнаружила существование приливных хвостов в NGC 1052-DF4, что указывает на то, что недостаток тёмного вещества был вызван взаимодействием с ближайшим соседом (галактика с малой массой диска, NGC 1035). Взаимодействие естественным образом объясняет низкое содержание тёмного вещества, предполагаемое для этой галактики, и согласовывает этот тип галактик с нашими текущими моделями образования галактик.